# Confine tra Camerun e Guinea Equatoriale
Il confine tra il Camerun e la Guinea Equatoriale la una lunghezza di 183 km e va dal triplice confine con il Gabon a est fino al Golfo di Guinea, nell'Oceano Atlantico a ovest.

## Descrizione
Il confine tra i due paesi è quasi completamente rettilineo e si estende inizialmente e per buona parte del tracciato all'incirca lungo il parallelo 2° 10' dal triplice confine con il Gabon. Esso nel suo tratto finale prosegue attraverso il fiume Campo e termina fino alla sua foce, sul Golfo di Guinea, nell'Oceano Atlantico.

## Storia
Il confine emerse per la prima volta durante la Spartizione dell'Africa, un periodo di intensa competizione tra le potenze europee nel tardo XIX secolo per il controllo dei territori in Africa. Il processo culminò nella Conferenza di Berlino del 1884, in cui le nazioni europee interessate concordarono sulle rispettive rivendicazioni territoriali e sulle regole degli impegni futuri. Da questo processo i francesi dalla costa del Golfo di Guinea esplorarono l'entroterra ottenendo, tramite accordi con i capi locali, le aree attuali del Gabon e del Congo-Brazzaville. La Germania proclamò un protettorato sul Camerun (Kamerun) nel luglio del 1884.
ll confine tra il Camerun e la Guinea Equatoriale, che all'epoca corrispondeva alla parte continentale del Rio Muni, venne vagamente definito dalle potenze coloniali francesi e tedesche nel 1885 prima che la Spagna acquisisse completamente il controllo della Guinea Equatoriale (chiamata in seguito Guinea Spagnola).
Francia e Germania si accordarono infatti sui rispettivi possedimenti tra il Gabon e il Camerun tedesco concludendo un accordo in chiave anti-spagnola che venne finalizzato attraverso il protocollo franco-tedesco del 24 dicembre 1885. Tramite tale accordo la Germania ottenne il nord del fiume Campo mentre la Francia ebbe l'area a sud del Rio Muni. La Spagna contestò fortemente questa divisione e intraprese lunghe trattative sulla demarcazione dei loro territori coloniali nell'Africa equatoriale arrivando infine alla convenzione franco-spagnola del 1900 che delineò il confine tra Gabon e Guinea Equatoriale e che diede la forma attuale del territorio continentale equatoguineano.
Tra il 1911 e il 1916, un accordo tra Germania e Francia rese la parte continentale della Guinea spagnola completamente circondata dalla colonia tedesca. Con la sconfitta della Germania dopo la prima guerra mondiale la Francia prese nuovamente possesso della quasi totalità del Camerun e i territori dell'attuale Gabon (Africa equatoriale francese) ceduti nel 1911.
In seguito alla decolonizzazione il confine divenne internazionale tra due stati pienamente sovrani con l'indipendenza del Camerun nel 1960 e della Guinea Equatoriale nel 1968.
I due paesi hanno firmato un patto transfrontaliero per rafforzare le strategie di difesa e di sicurezza al confine condiviso contro il traffico di droga e della criminalità organizzata transnazionale.

## Insediamenti vicino al confine
- Ambam (Camerun)